# Jérôme Pierrat
Pour les articles homonymes, voir Pierrat.
Jérôme Pierrat, né le 12 janvier 1971, est un journaliste, scénariste-documentariste, auteur de bande dessinée et écrivain français.

## Biographie
Historien de formation, Jérôme Pierrat est journaliste, spécialisé en criminologie, écrivain, scénariste-documentariste pour la télévision, auteur de bande dessinée et par ailleurs rédacteur en chef de Tatouage magazine. Il enquête principalement sur le crime organisé en France.
Il est le frère de l'avocat Emmanuel Pierrat.

## Publications
- Les Hommes illustrés : le tatouage des origines à nos jours, avec Éric Guillon, Éditions Larivière, 2000  (ISBN 2-907051-96-2)
- Une histoire du milieu : grand banditisme et haute pègre en France de 1850 à nos jours, Éditions Denoël, 2003  (ISBN 2207253686)
- Les Gars de la marine,avec Éric Guillon, Éditions Larivière, 2004  (ISBN 2-84890-084-9)
- Les Vrais, les Durs, les Tatoués : le tatouage à Biribi, avec Éric Guillon, Éditions Larivière, 2004  (ISBN 2-84890-075-X)
- collaboration au récit de Michel Ardouin, Une vie de voyou : Michel Ardouin dit Porte-Avions, Éditions Fayard, 2005  (ISBN 2-213-62205-1)
- Yakusa : enquête au cœur de la mafia japonaise, avec Alexandre Sargos, Éditions Flammarion, 2005  (ISBN 2-08-068700-X)
- La Mafia des cités : économie souterraine et crime organisé dans les banlieues, Éditions Denoël, 2006  (ISBN 2207258513)
- La Guerre secrète des casinos, avec Christian Lestavel, Éditions Fayard, 2007  (ISBN 978-2-213-62757-1)
- Gangs de Paris : petite chronique du milieu, des années 1970 à nos jours, Parigramme, 2007  (ISBN 2840964554)
- Mafias, gangs et cartels : la criminalité internationale en France, Éditions Denoël, 2008  (ISBN 2207257118)
- Le Colombien, [« des parrains corses aux cartels de la coke »], collaboration au récit de Laurent Fiocconi, Éditions du Toucan / la Manufacture de livres, 2009  (ISBN 978-2-8100-0325-9)
- Braqueur, des cités au grand banditisme, collaboration au récit de Rédoine Faïd, Éditions La Manufacture de livres, 2010,  (ISBN 978-2-3588-7015-3)[3]
- Les grandes énigmes de la police, First, 2010
- Caïds story, un siècle de Grand banditisme, la Manufacture de livres, 2011.
- Parrains de cités enquête chez les millionnaires du trafic de stup, Éditions La Manufacture de Livres, 2014,  (ISBN 978-2-3588-7066-5)[4]
- Tatouages, Éditions Gallimard, coll. « Découvertes Gallimard Hors série », 2014[5]
- L'affaire Air Cocaïne. Mafia et jets privés, avec Marc Leplongeon, Le Seuil, 2015[6]
- « L'attaquant. L'histoire vraie des Pink Panthers », avec Svetlana Dramlic, Manufacture de Livres, 2015[7]
- Le Tatouage - Histoire d'une pratique ancestrale (bande dessinée), avec Alfred, Le Lombard, La petite bédéthèque des savoirs, 2016[8]
- Le Grand Banditisme (bande dessinée), David B. (dessin) et Jérôme Pierrat (scénario), Le grand banditisme, Le Lombard, Coll. "La petite Bédéthèque des savoirs", 2018[9].
- Une histoire du milieu : de 1850 à 2000, grand banditisme et crime organisé en France, Éditions La Manufacture de livres, 2023  (ISBN 978-2-35887-987-3)